# Limonia indigena jacksoni
Limonia indigena jacksoni is een ondersoort van de tweevleugelige Limonia indigena uit de familie steltmuggen (Limoniidae). De soort komt voor in het Nearctisch gebied.